# Blaí Briugu
Blaí Briugu (Blaí, o Proprietário da terra ou o Hospitalário) é um guerreiro do Ulster no Ciclo do Ulster da mitologia irlandesa. Ele era opulento, mantinha um albergue e tinha um geis (um tipo de encantamento), que exigia dele dormir com qualquer mulher que lá permanecesse desacompanhada. Quando Brig Bretach, mulher de Celtchar, permaneceu lá ela mesma, ele dormiu com ela (como requerido por seu geis) e por isso Celtchar o assassinou.